# Australian Skeptics

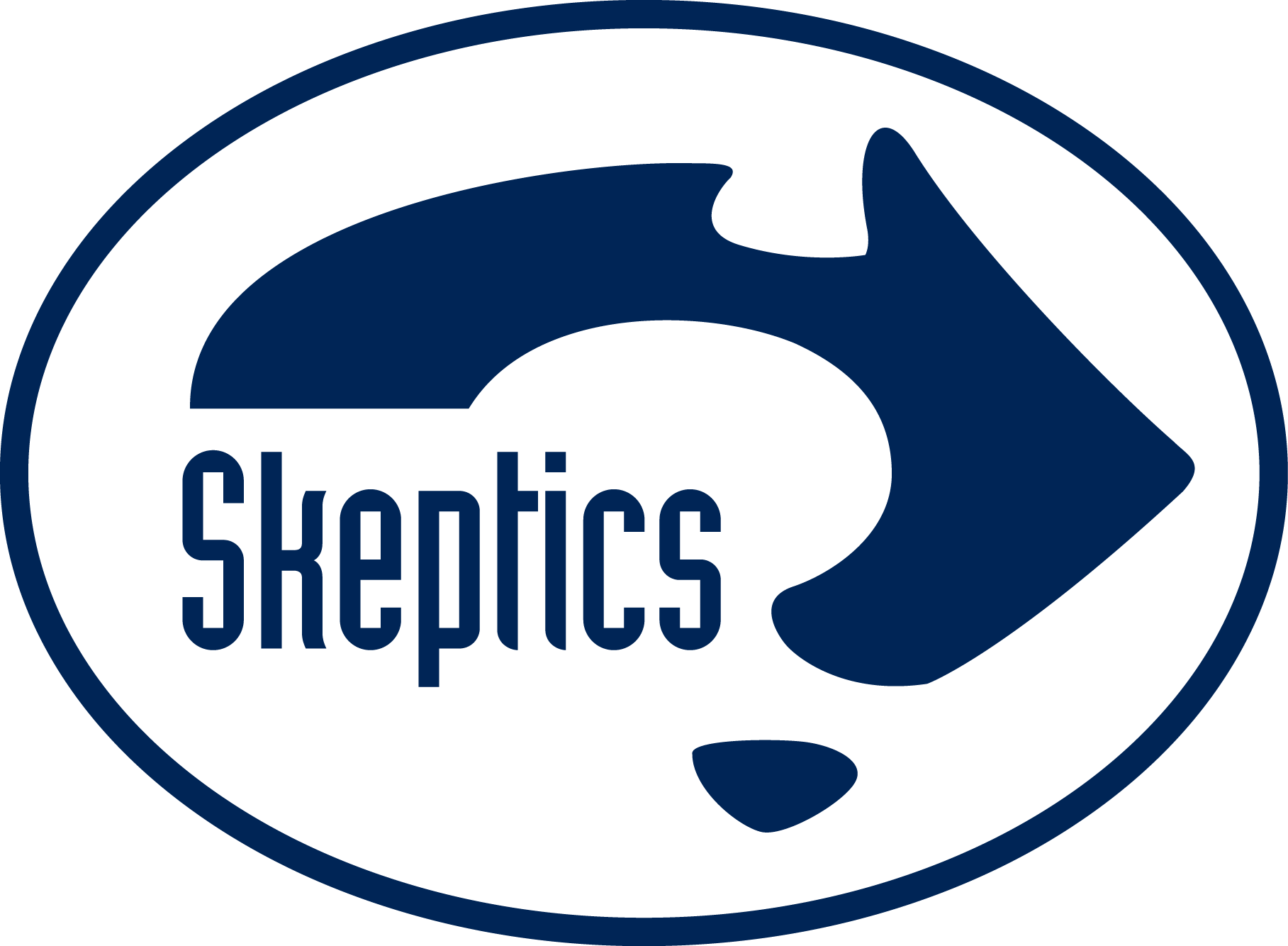
Une carte de l'Australie en forme de point d'interrogation a été adoptée comme logo d'Australian Skeptics en 1996.

Australian Skeptics est une confédération d'organisations australiennes formée en 1980. Australian Skeptics enquête sur le paranormal et les revendications pseudo-scientifiques à l'aide de méthodes scientifiques. Elle ne doit pas être confondue avec l'une de ses composantes, Australian Skeptics Inc., basée à Sydney.

## Origines
Australian Skeptics a été fondé à Melbourne, dans l'État de Victoria en Australie, en 1980, à la suite de la rencontre de l'entrepreneur Dick Smith et du rationaliste indien James Randi. Au cours de la visite de James Randi en Australie, Dick Smith, Phillip Adams, Richard Carleton et un homme d'affaires ayant souhaité garder l'anonymat, ont décidé d'offrir un prix de 50 000 $ à toute personne qui pourrait prouver l'existence des phénomènes psychiques en face de Randi. Un certain nombre de candidats, en grande partie des radiesthésistes, sont venus, mais tous ont échoué à prouver leurs allégations devant des observateurs indépendants. Dès lors, un groupe décide de reprendre le flambeau de cette démarche sous le nom d'« Australian Skeptics » (le groupe est alors formé par Marque Plummer (président), James Gerrand (secrétaire), Allen Christophers, Bill Cook, John Crellin, Logan Elliot, Peter Kemeny, Loris Purcell, Joe Rubinstein et Mike Wilton).